# EuroCup v basketbalu žen
EuroCup v basketbalu žen (FIBA EuroCup Women) je druhá nejvyšší evropská soutěž ženských basketbalových družstev (na klubové úrovni). Soutěž je pořádána každoročně Evropskou basketbalovou federací FIBA Europe od sezóny 2002/2003 a je přímým pokračovatelem poháru hraného od sezóny 1971/72. Původní názvy byly Pohár vítězů pohárů, Evropský pohár Liliany Ronchettiové (zkráceně Pohár Ronchettiové). Aktuálním (2022) vítězem poháru je CJM Bourges z Francie a v sezóně 2022/2023 reprezentují Česko týmy BK Žabiny Brno a KP Brno. Vítěz EuroCupu hraje s vítězem Euroligy o Superpohár.

## Historie
- 1971 – 1974 Evropský pohár vítězů pohárů (FIBA European Cup Winners' Cup)
- 1974 – 1996 Evropský pohár Liliany Ronchettiové
- 1996 – 2002 Pohár Ronchettiové (Ronchetti Cup)
- 2002 – FIBA EuroCup (FIBA EuroCup Women)

## Systém soutěže
EuroCupu předchází kvalifikace. V hlavní soutěži jsou mužstva nalosována do čtyřčlenných skupin, kde hrají každý s každým doma a venku, a ze skupin postupují do play off. Na čtvrtfinále se připojují 4 týmy z Euroligy, které skončily na 5. a 6. místě ve svých skupinách.

## Přehled vítězů
| Sezóna  | Vítěz                                   |
| ------- | --------------------------------------- |
| 2002/03 | Pays d'Aix-en-Provence                  |
| 2003/04 | Baltiyskaya Zvezda St. Petersburg       |
| 2004/05 | Phard Napoli                            |
| 2005/06 | Spartak Moskevská oblast                |
| 2006/07 | ŽBK Dynamo Moskva                       |
| 2007/08 | Beretta Famila Schio                    |
| 2008/09 | Galatasaray                             |
| 2009/10 | Athinaikos                              |
| 2010/11 | Elitzur Ramla                           |
| 2011/12 | Dynamo Kursk                            |
| 2012/13 | ŽBK Dynamo Moskva                       |
| 2013/14 | ŽBK Dynamo Moskva                       |
| 2014/15 | ESB Villeneuve-d'Ascq                   |
| 2015/16 | Tango Bourges Basket                    |
| 2016/17 | Yakın Doğu Üniversitesi                 |
| 2017/18 | Galatasaray                             |
| 2018/19 | Nadezhda Orenburg                       |
| 2019/20 | Zrušeno kvůli opatřením proti covidu-19 |
| 2020/21 | Valencia Basket                         |
| 2021/22 | Tango Bourges Basket                    |
| 2022/23 | LDLC ASVEL Féminin                      |
| 2023/24 | London Lions                            |